# 波克朗瑪奈
波克朗瑪奈（Po Klaong Mah Nai，？—1627年）晚期占婆宾童龙第四王朝的君主，1622年至1627年在位。

## 生平
波克朗瑪奈原本是占婆的一名官員，持有「瑪哈塔哈」（Maha Taha）的頭銜。他是一個穆斯林，於1622年殺害了信奉印度教的國王Po Ehklang，篡奪了王位，建立起宾童龙第四王朝。
波克朗瑪奈在位期间，驅逐了到訪的耶穌會教士。1622年至1630年期間，荷蘭商船在南中國海遭到「馬來」士兵的攻擊，事實上這些士兵是占族人而非馬來人。占婆的印度教徒和穆斯林陷入苦戰中，國家一片混亂。1627年，其王位被朱魯族酋長波羅美繼承。
波克朗瑪奈塔位於潘里，距離平順省北平縣15公里處。